# Vrba ušatá
Vrba ušatá (Salix aurita) je druh vzrostlé mokřadní dřeviny keřovitého vzrůstu z rodu vrba, kde je přiřazen do podrodu Vetrix.

## Rozšíření
Vyskytuje se téměř v celé Evropě, na východě zasahuje až do východní Sibiře. Rostlina snáší chlad, většinou vyrůstá ve středních a vyšších polohách (až do 1800 m n. m.). Roste nejčastěji na kyselých a mokrých loukách, podél pramenišť, rašelinišť, potoků, řek a rybníků, vápencová podloží nesnáší. Na území České republiky se vyskytuje roztroušeně až hojně, nejvíce je rozšířena v Pošumaví.

## Popis
Je to dvoudomý, rozložitý, středně hustý keř pravidelného kulovitého tvaru který dorůstá do výšky až 3 m, případně i výše. Jeho kmínky s tenkou, hladkou, světle šedou kůrou dosahují tloušťky 5 cm. Červenohnědé až černohnědé letorosty jsou zprvu chlupaté, později lysé. Vyrůstají na nich malé, lysé, vejčité pupeny červenavé barvy, listové do 3 mm a květní do 5 mm dlouhé. Listy s řapíky dlouhými 3 až 7 mm mívají velké srdčité nebo ledvinovité vytrvalé, zubaté palisty. Silně vrásčité listové čepele bývají dlouhé až 8 cm, mívají tvar obvejčitý, obkopinatý nebo podlouhlý, okraj zvlněný a podvinutý, nepravidelně zoubkovaný. Na bázi jsou klínovité nebo srdčité, na konci ven vyhnuté až zkroucené. Vrchní stranu mají tmavě zelenou a holou, spodní šedě zelenou s roztroušenými chloupky a s výrazně vystouplou žilnatinou se 6 až 10 páry bočních žilek.
Do podlouhle vejčitých květenství jehněd (asi 1,5 cm dlouhých) jsou sestaveny jednopohlavné květy. Samčí přisedlé jehnědy mají květy po dvou tyčinkách s nitkami na bázi chlupatými a žlutými prašníky. Samičí jehnědy na krátkých stopkách obsahují květy s úzce vejčitým běloplstnatým semeníkem na stopce s téměř nezřetelnou čnělkou a celistvou bliznou. Květní listeny jsou chlupaté, v květu je po jedné nektarové žlázce. Vykvétá od března do května, je v převážné míře opylována hmyzem, větrem jen minimálně. Dvouchlopňové chlupaté tobolky obsahují asi po 12 ochmýřených semenech.
Vrba ušatá je také významná jarní medonosná rostlina. Pro rozložité a hluboké kořeny se vysazují na břehy a hráze vodních toků a nádrží pro zpevňování břehů. Semena mají krátkou klíčivost, rozmnožují se hlavně dřevnatými řízky.

## Hybridizace
Vrba ušatá je nejen morfologicky velmi variabilní, ale navíc se často kříží s jinými příbuznými druhy a to mnohdy i zpětně, vytváří celé hybridní roje. V ČR vyrůstá prokazatelně těchto 8 jejich hybridů:
- Salix ×ambigua (s vrbou plazivou)
- Salix ×capreola (s vrbou jívou)
- Salix ×dichroa (s vrbou nachovou)
- Salix ×fruticosa (s vrbou košíkářskou)
- Salix ×multinervis (s vrbou popelavou)
- Salix ×onusta (s vrbou borůvkovitou)
- Salix ×plicata (s vrbou rozmarýnolistou)
- Salix ×subaurita (s vrbou slezskou) [4]

## Galerie vrby ušaté

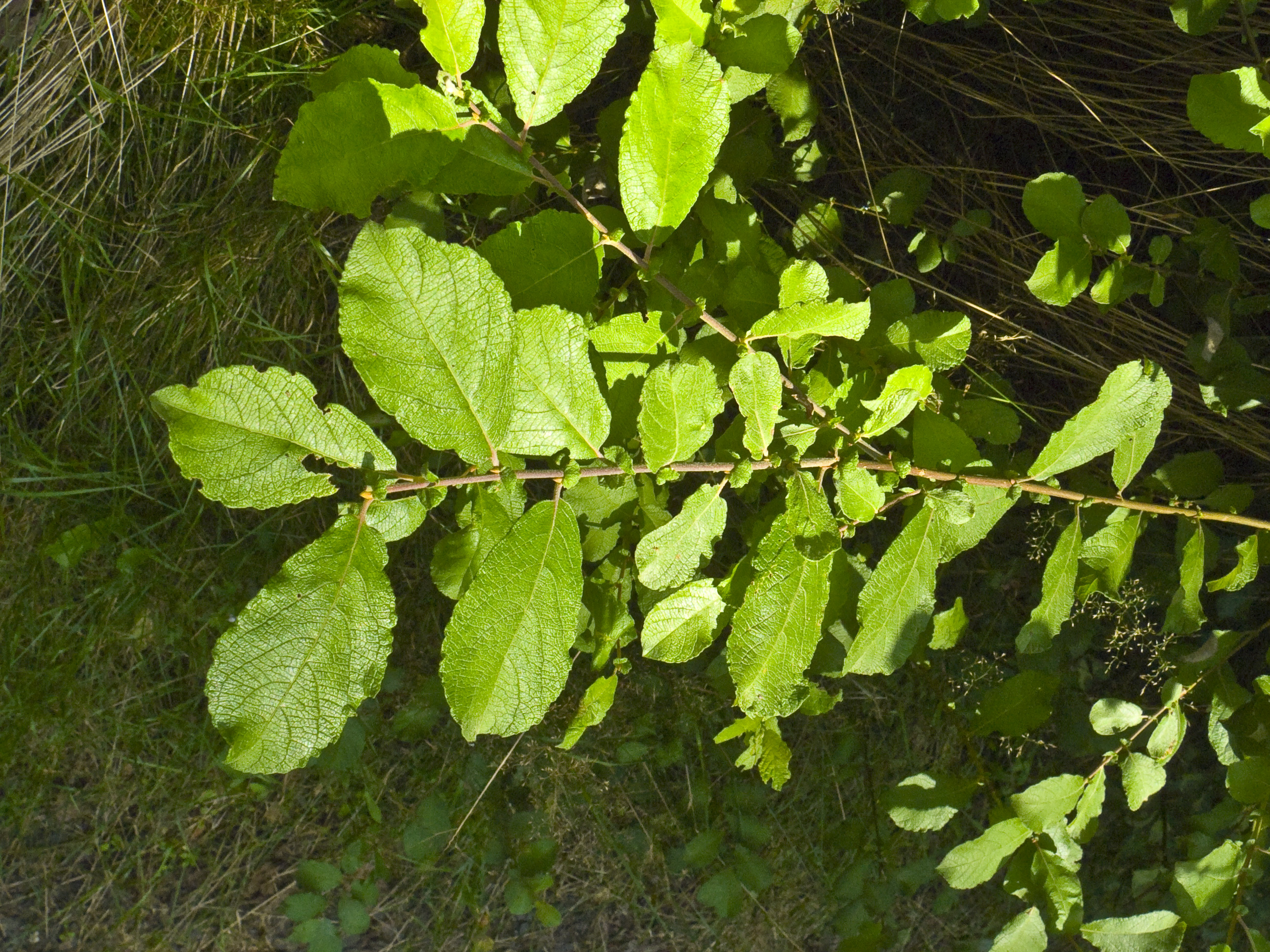
Listy
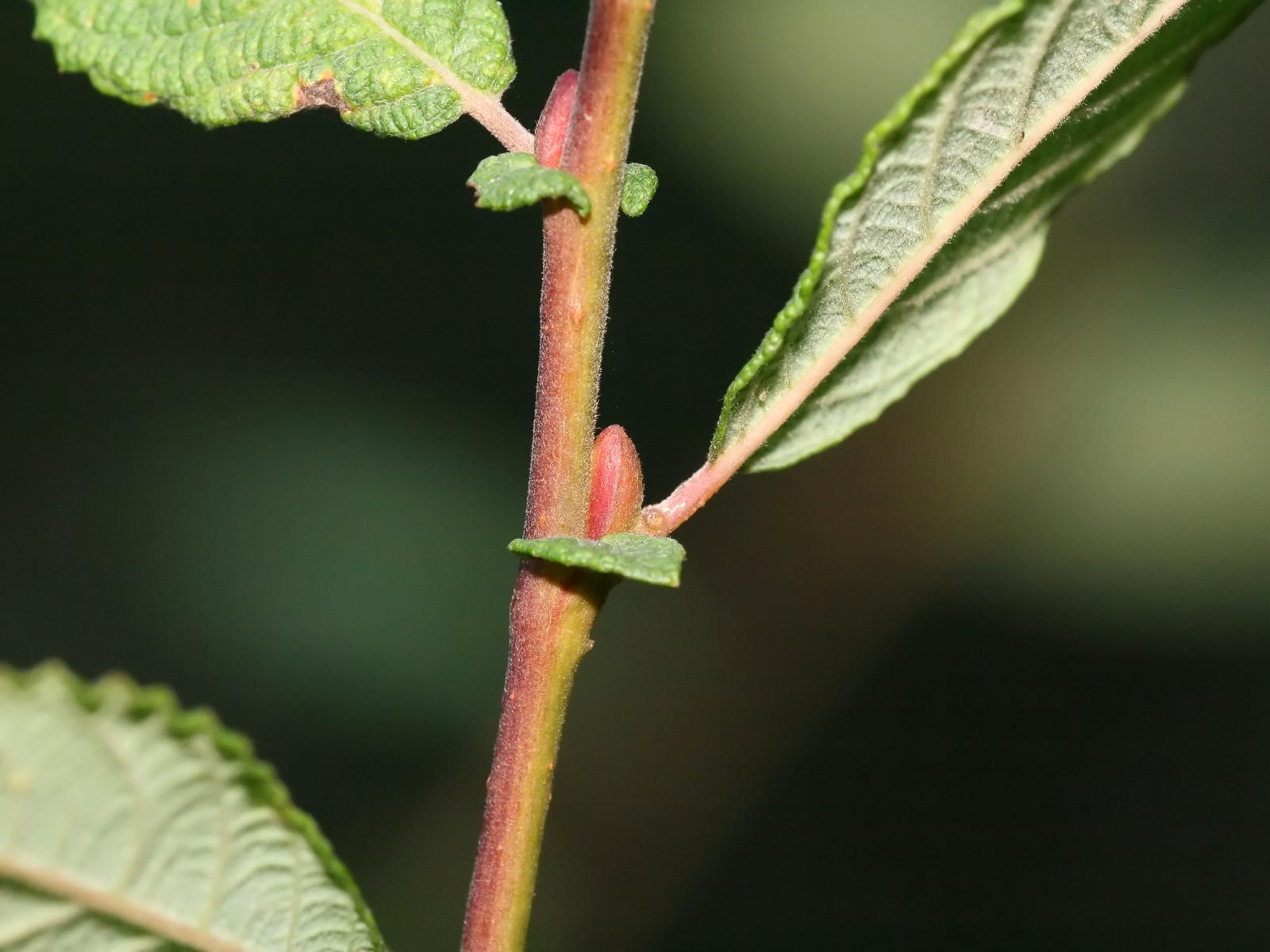
Palisty a pupeny